# شركة برمنغهام للأسلحة الصغيرة
كانت شركة برمنغهام للأسلحة الصغيرة المحدودة (BSA) مجموعة صناعية بريطانية كبرى، وهي مجموعة من الشركات التي تصنع الأسلحة النارية العسكرية والرياضية ودراجات ودراجات نارية والسيارات الحافلات ومصبوبات حديدية وأداوات يدويد، أدوات التشغيل، وعدد الورش وغيرها.

## معرض صور

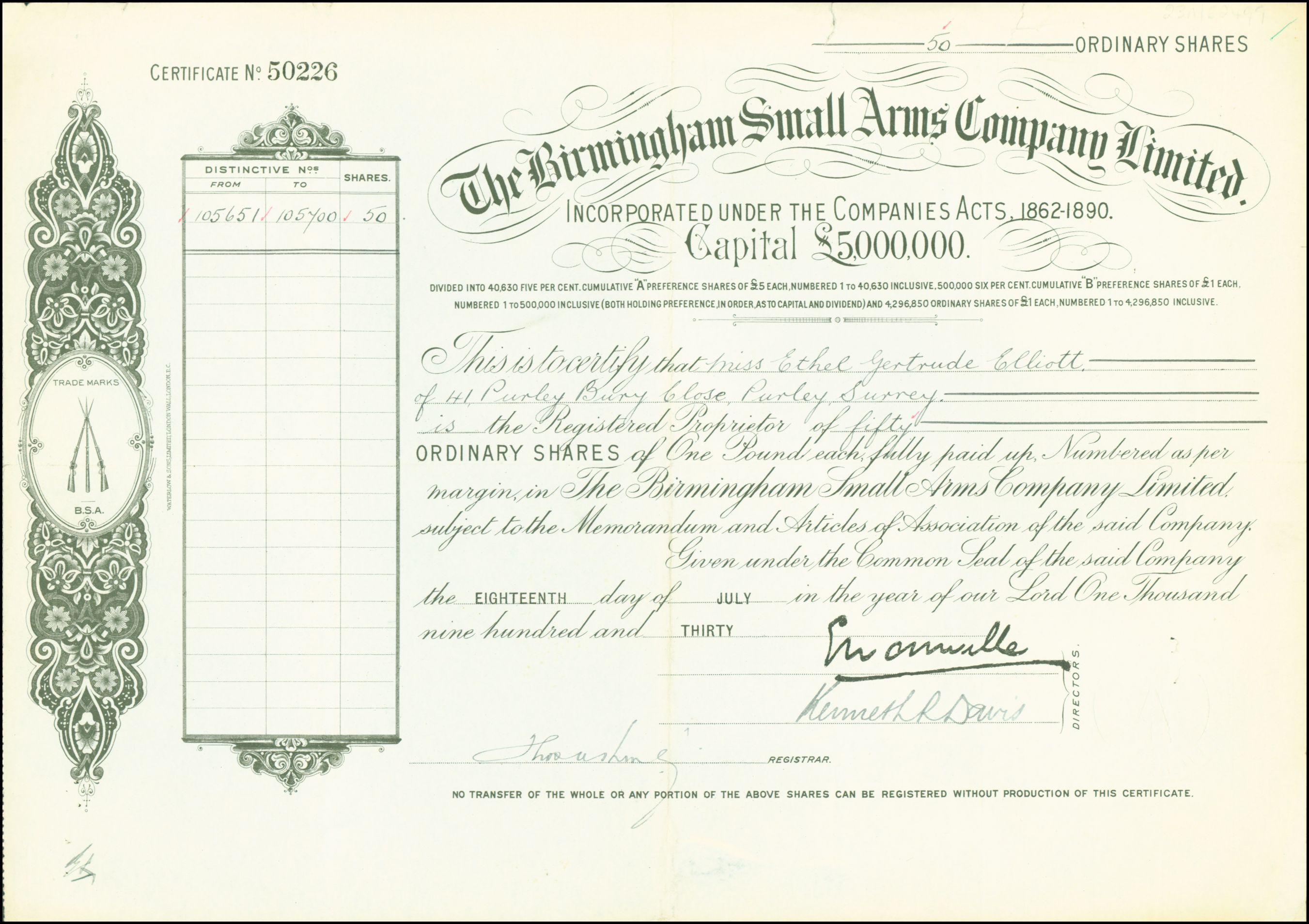
حصة شركة برمنغهام للأسلحة الصغيرة المحدودة، الصادرة في 18 يوليو 1930
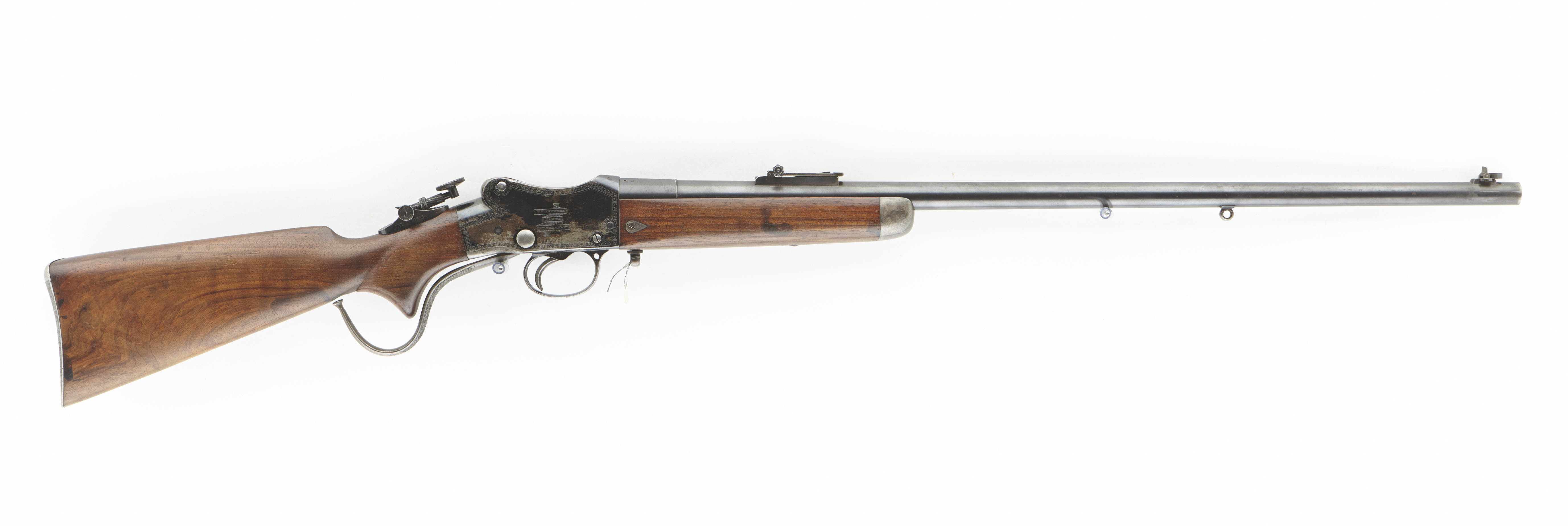
بندقية BSA مؤرخة بين 1860 و1870
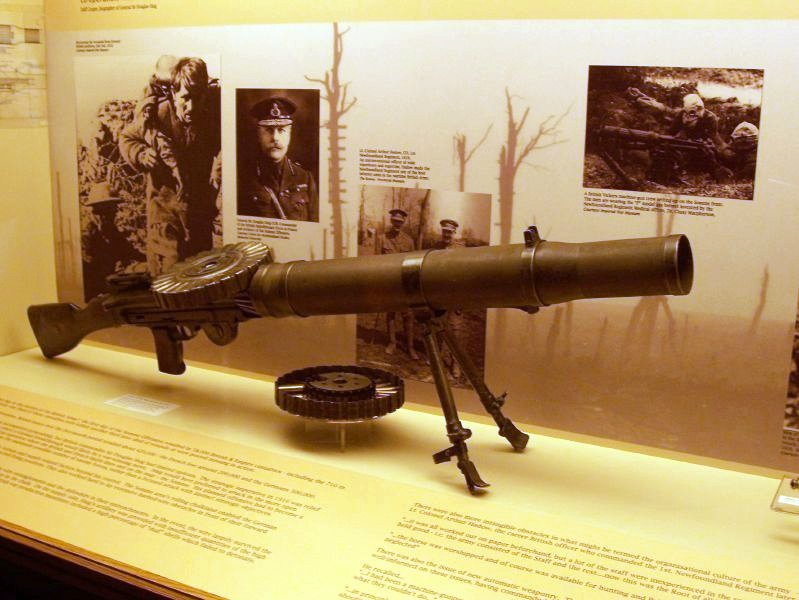
سلاح لويس
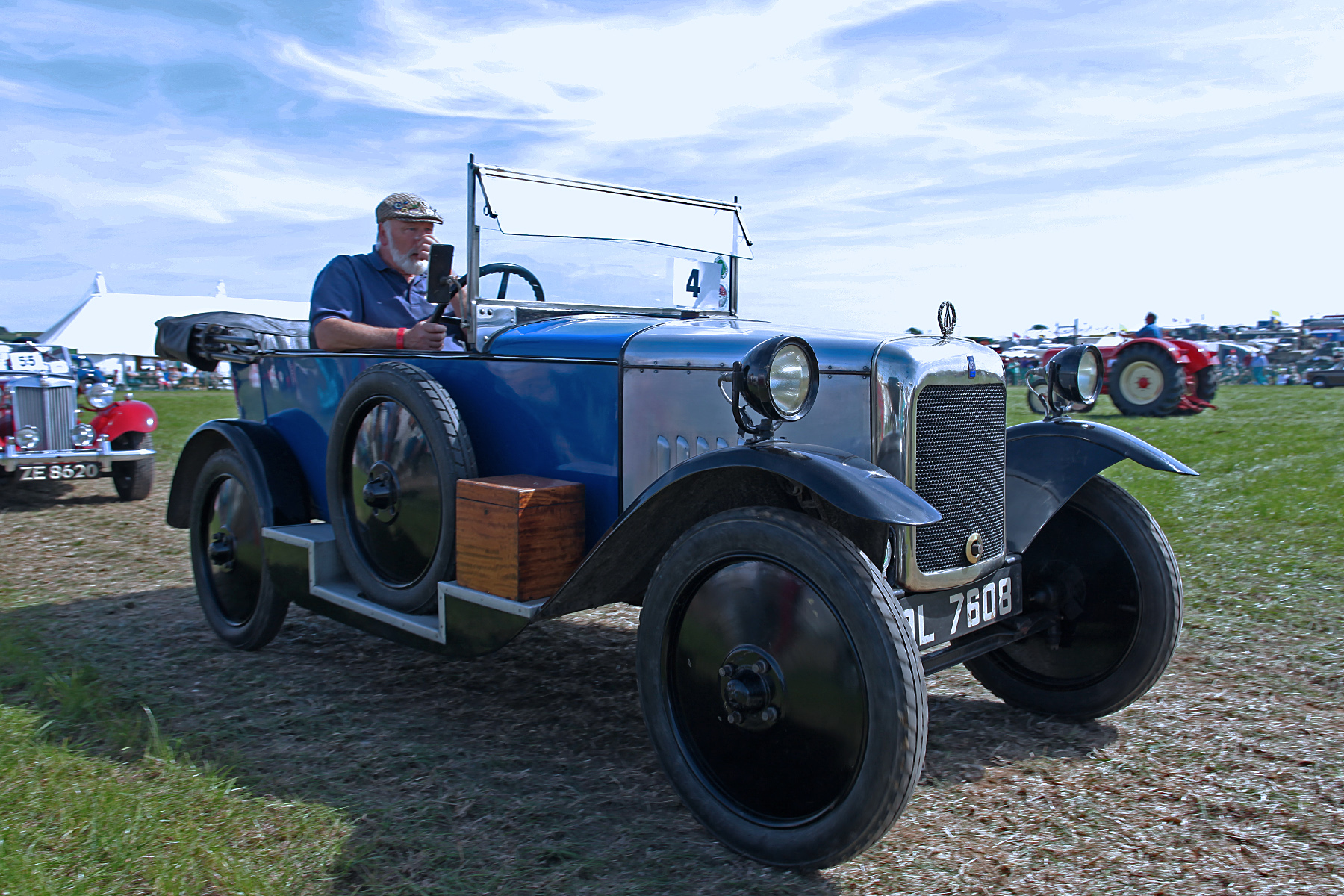
BSA 10 جرار بمقعدين
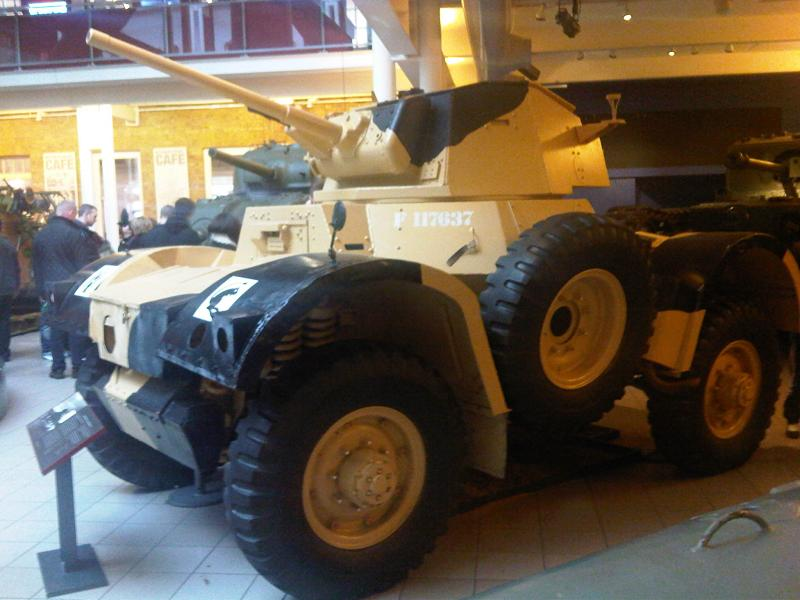
مصفحة دايملر
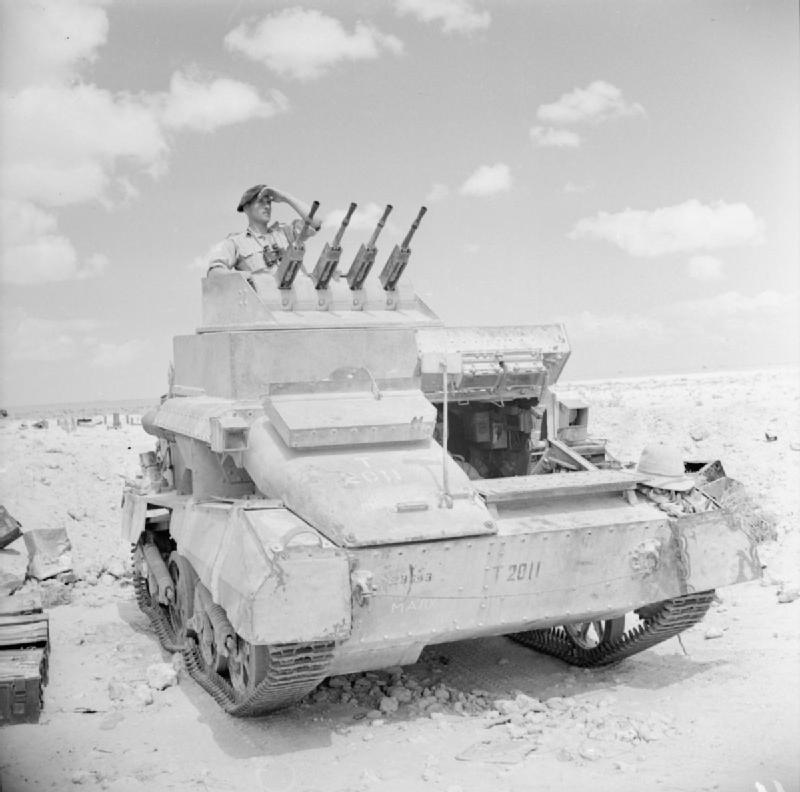
أربع رشاشات من طراز بيسا مثبتة على دبابة فيكرز، خفيفة، AA Mk I